# HD 73267
HD 73267 är en ensam stjärna belägen i den södra delen av stjärnbilden Kompassen. Den har en skenbar magnitud av ca 8,90 och kräver åtminstone en stark handkikare eller ett mindre teleskop för att kunna observeras. Baserat på parallaxmätning inom Hipparcosuppdraget på ca 18,5 mas, beräknas den befinna sig på ett avstånd på ca 177 ljusår (ca 54 parsek) från solen. Den rör sig bort från solen med en heliocentrisk radialhastighet på ca 51 km/s.

## Egenskaper
HD 73267 är en orange till gul stjärna i huvudserien av spektralklass K0 V. Den har en massa som är ca 0,9 solmassor, en radie som är ca 1,0 solradier och har ca 0,8 gånger solens utstrålning av energi från dess fotosfär vid en effektiv temperatur av ca 5 300 K.

## Planetsystem
År 2008 upptäcktes en exoplanet vid stjärnan med hjälp av metoden för mätning av radialhastighet genom sökprogram som utfördes med hjälp av HARPS-spektrografen.
| Planet | Massa           | Halv storaxel (AE) | Siderisk omloppstid (d) | Excentricitet | Inklination | Radie |
| ------ | --------------- | ------------------ | ----------------------- | ------------- | ----------- | ----- |
| b      | ≥3,06 ± 0,07 MJ | 2,198 ± 0,025      | 1 260 ± 7               | 0,256 ± 0,009 | -           | -     |